# دی‌بی شنکر
دی‌بی شنکر بخشی از اپراتور شرکت راه‌آهن آلمان یعنی دویچه بان است که بر روی تدارکات و لجستیک تمرکز دارد. این شرکت توسط دویچه بان با عنوان شنکر-استینس در سال ۲۰۰۲ خریداری شد.